# Jon Buckland
Jonathan Mark Buckland (n. 11 septembrie 1977), cunoscut ca Jon sau Jonny Buckland, este chitaristul trupei Coldplay.